# Петіль (річка)
Петіль — річка в Україні, на Придніпровській височині, в межах Васильківського району та Києво-Святошинського району Київської області та м. Києва. Ліва притока річки Віта, яка впадає в Дніпро в межах Києва (в районі Віти-Литовської, Жуків острова).

## Гідрографічна характеристика
Річка Петіль бере свій початок у с. Мархалівка Васильківського району Київської області. Протікає в півд.-сх. напрямку через с. Іванковичі, після якого приймає з правого берега струмок, що тече з північної частини с. Рославичі. Далі - с. Ходосівка Києво-Святошинського району, через яке поруч (північніше), протікає річка Сіверка - ліва притока Віти. У Ходосівці Петіль приймає з правого берега струмок, що тече з південної частини с. Рославичі) та через с. Гвоздів За Л. Похилевичем (1864 р.) цей струмок називався Рославка, його  довжина близько 13 км. Потім р. Петіль перетинає Дніпровське шосе і перед селищем Віта-Литовська впадає в р. Віта (вище впадіння в неї р. Сіверка).  
Довжина р. Петіль – 19,4 км, площа басейну – 62,9 км². Річище звивисте. Ширина заплави – 60-400 м. Похил річки 5,12 м/км. 

## Стік та якість води
Річка розташована в південно-західній частині приміської смуги Києва, за межами міської забудови (як і весь басейн Віти). Тече в північно-східному напрямку. 
Середня багаторічна витрата води - 0,14 м³/секунду. Середній багаторічний обсяг стоку води - 4,42 млн. м³ на рік.
За хімічним складом вода гідрокарбонатно-кальцієвого складу з мінералізацією близько 620 мг/дм³ та твердістю води 9,4 мг-екв/дм³.
На показники якості води в річці впливають можливі потрапляння господарсько-побутових стічних вод у поверхневі та ґрунтові води населених пунктів, що розташованих в басейні річки. 
Річка протікає поблизу одного з найбільших сміттєзвалищ Києва. Стічні води отруюють гідробіон, роблять річку непридатною для купання і небезпечною для життя і здоров'я.  